# Eberbach-Seltz
Eberbach-Seltz é uma comuna francesa na região administrativa de Grande Leste, no departamento Baixo Reno. Estende-se por uma área de 4,15 km². Em 2010 a comuna tinha 431 habitantes (densidade: 103,9 hab./km²).